# Trajekt Mainz–Kastel

Der Rhein zwischen Mainz und Biebrich mit der Schiffsbrücke um 1841

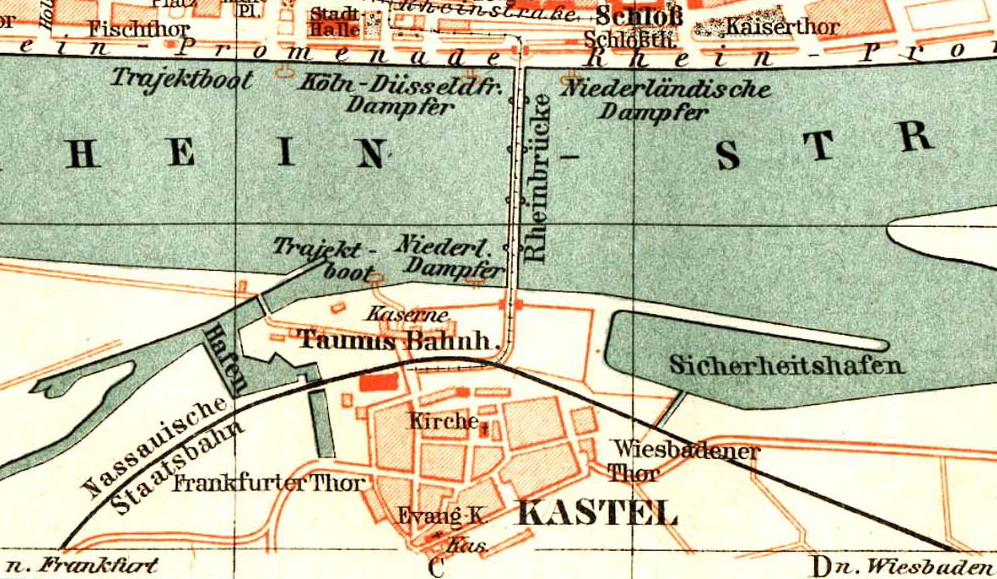
Stadtplan von 1893

Das Rheintrajekt Mainz–Kastel war eine Eisenbahnfähre, die Eisenbahnanlagen der Hessischen Ludwigsbahn in Mainz und der Taunus-Eisenbahn, die unverbunden in und bei Mainz auf beiden Seiten des Rheins lagen, miteinander verband.

## Ausgangslage
Rechtsrheinisch erreichte die Taunus-Eisenbahn bereits 1840, von Frankfurt am Main kommend, Kastel. Die Strecke führte nach Wiesbaden, wo sich ab 1857 die Nassauische Rheinbahn nach Rüdesheim anschloss, die 1862 bis Niederlahnstein (Rechte Rheinstrecke) weitergeführt wurde. Ein Brückenbau über den Main von der Taunus-Eisenbahn zur anderen Mainseite, um dort den Anschluss zum Bahnhof Bischofsheim der Main-Rhein-Bahn nach Darmstadt und Aschaffenburg herzustellen, wurde nicht genehmigt.
Auf der linken Rheinseite ging 1853 die Bahnstrecke Mainz–Ludwigshafen in Betrieb, 1859 die Linke Rheinstrecke nördlich von Mainz. Da zunächst jede Rheinbrücke für den Eisenbahnverkehr fehlte, die die Bahnanlagen auf beiden Seiten des Rheins hätte verbinden können, wurde 1861 zwischen Mainz und Kastel ein Trajekt eingerichtet.

## Betrieb
Die Taunus-Eisenbahn beschaffte drei Raddampfer (Taunus-Eisenbahn 1,2 und 3). Die Wagen wurden auf Schalden verladen, die seitlich an die Dampfschiffe angedockt wurden. Auf der Mainzer Seite wurden die Fahrzeuge, weil dort die hohe Kaimauer für eine Auffahrrampe nicht unterbrochen werden sollte, mit einem Dampfkran auf die Schalden gesetzt. Fahrgäste benutzten das Trajekt als Fähre, Personenwagen wurden nicht übergesetzt.

## Ende
Bereits 1863 wurde der Trajektverkehr nach Eröffnung der Bahnstrecke Mainbahn (Bischofsheim–Frankfurt) und der Inbetriebnahme der Mainzer Südbrücke eingestellt, da es jetzt eine Eisenbahnverbindung zwischen Frankfurt und Mainz gab, die ohne Trajekt auskam. Die Dampfschiffe blieben jedoch als Personenfähren auf der angestammten Relation im Einsatz, bis 1885 die erste Straßenbrücke über den Rhein in Mainz in Betrieb genommen wurde, die heutige Theodor-Heuss-Brücke.